# Edwin F. Ladd
Edwin Freemont Ladd, född 13 december 1859 i Somerset County, Maine, död 22 juni 1925 i Baltimore, Maryland, var en amerikansk republikansk politiker och kemist. Han representerade delstaten North Dakota i USA:s senat från 1921 fram till sin död.
Ladd utexaminerades 1884 från University of Maine. Han arbetade som kemist i Geneva, New York 1884-1890. Han var sedan professor i kemi vid North Dakota Agricultural College (numera North Dakota State University). Han var högskolans rektor 1916-1921.
Ladd efterträdde 1921 Asle Gronna som senator för North Dakota. Han avled fyra år senare i ämbetet och efterträddes av Gerald Nye. Ladds grav finns på Glenwood Cemetery i Washington, D.C.